# Hans Wassmann
Hans Wassmann (né le 1er janvier 1873 à Berlin, mort le 5 avril 1932 dans la même ville) est un acteur allemand.

## Biographie
Wassmann, fils d'un rentier, suit un apprentissage dans le commerce puis travaille dans le commerce des céréales et des commissions pendant un an. À 19 ans, il fait un changement de carrière, est formé par Arthur Vollmer et monte sur scène.
Wassmann fait ses débuts à Gera en 1892 avec le petit rôle d'une recrue dans la pièce Le Camp de Wallenstein. Après des séjours à Hanau (1893-1894), Elberfeld (1894-1895) et Fribourg-en-Brisgau (1895-1896), il vient à Berlin en 1896 pour s'engager pendant deux ans au Deutsches Theater. En 1898, il s'installe au Neue Theater. À l'automne 1901, il retourne au Deutsche Theater, dirigé plus tard par Max Reinhardt. En 1903, il est en tournée avec le Kleine Theater.
Le premier rôle de Wassmann est celui d'un bon vivant, d'un garçon de la nature et d'un jeune acteur. Plus tard, le Berlinois au crâne massif et à la verrue distinctive entre les yeux incarne les messieurs du monde sérieux et de gens de pouvoir respectés, mais démontre à plusieurs reprises son talent pour la comédie.
Hans Wassmann meurt des suites d'un accident vasculaire cérébral apparu lors d'une répétition d'une scène de cinéma à Neubabelsberg. Il est enterré au cimetière de Stahnsdorf.

## Filmographie
- 1914 : Bedingung – Kein Anhang!
- 1914 : Lache, Bajazzo!
- 1914 : Hans und Hanni (de)
- 1917 : Ballzauber
- 1918 : Lola Montez (de)
- 1919 : Hang Lu oder: Der verhängnisvolle Schmuck
- 1921 : Eine Frau mit Vergangenheit
- 1921 : Miss Venus
- 1922 : Louise de Lavallière
- 1922 : Sie und die Drei (de)
- 1922 : Die Tänzerin Navarro (de)
- 1923 : Ein Glas Wasser
- 1923 : Fridericus Rex
- 1923 : Der Absturz (de)
- 1923 : Tragödie der Liebe
- 1923 : Die Gräfin von Paris
- 1923 : Die Sonne von St. Moritz
- 1924 : Die große Unbekannte
- 1923 : Nanon
- 1924 : Die Radio-Heirat
- 1924 : Garragan de Ludwig Wolff
- 1924 : Die Jagd nach der Frau
- 1925 : Une femme et deux maris
- 1925 : Husarenfieber
- 1925 : Der Liebeskäfig
- 1926 : Die keusche Susanne
- 1926 : Une Dubarry moderne
- 1927 : Die leichte Isabell
- 1927 : Les Maîtres-chanteurs de Nuremberg
- 1927 : Kleinstadtsünder
- 1927 : Das tanzende Wien
- 1927 : Das gefährliche Alter (de)
- 1927 : Königin Luise (de)
- 1927 : Luther – Ein Film der deutschen Reformation
- 1930 : 1000 Worte Deutsch (de)
- 1931 : Ihre Majestät die Liebe (de)
- 1931 : Königin einer Nacht
- 1931 : Kabarett-Programm Nr. 1
- 1931 : Der Storch streikt
- 1931 : Die Schlacht von Bademünde
- 1931 : Meine Frau, die Hochstaplerin
- 1931 : Schützenfest in Schilda
- 1931 : Der Herr Bürovorsteher
- 1931 : Ronny
- 1931 : Le Capitaine de Köpenick (de)
- 1932 : Es wird schon wieder besser
- 1932 : Vater geht auf Reisen
- 1932 : Skandal in der Parkstraße
- 1932 : Der tolle Bomberg
- 1935 : Die törichte Jungfrau